# Stochastische Quantisierung
Stochastische Quantisierung ist ein Ansatz zur Quantisierung von Feldtheorien und stellt gleichzeitig ein numerisches Verfahren zur Simulation der quantisierten Theorie dar. Dabei wird die Äquivalenz von Pfadintegralen mit stochastischen Differentialgleichungen ausgenutzt, um von der Pfadintegral-Darstellung einer Quantenfeldtheorie auf eine  Langevin-artige Bewegungsgleichung für die Quantenfelder überzugehen. Das Verfahren ist insbesondere deshalb von Bedeutung, da es anders als gewöhnliche Monte-Carlo-Verfahren in gewissen Fällen auch die Simulation von Theorien mit komplexer Wirkung erlaubt und deshalb einen Ansatz zur Behandlung des numerischen Vorzeichen-Problems darstellt.
Die Methode der stochastischen Quantisierung in der hier dargestellten Form geht im Wesentlichen auf Giorgio Parisi und Yong-Shi Wu zurück.

## Verfahren
Gegeben sei eine klassische Wirkung {\displaystyle S[\phi ]\in \mathbb {R} } als Funktional des Feldes {\displaystyle \phi }. Im Rahmen der stochastischen Quantisierung wird nun das Feld {\displaystyle \phi } einem stochastischen Prozess unterworfen, beschrieben durch die stochastische Differentialgleichung
{\displaystyle {\frac {\partial \phi }{\partial \vartheta }}=-{\frac {\delta S}{\delta \phi }}+\eta (\vartheta )\,.}
Hierbei bezeichnet {\displaystyle \delta S/\delta \phi } die funktionale Ableitung von {\displaystyle S} nach {\displaystyle \phi } und {\displaystyle \eta (\vartheta )} ist ein weißes Gaußsches Rauschen, welches die Bedingungen
{\displaystyle \langle \eta (\vartheta )\rangle =0\qquad \langle \eta (\vartheta )\eta (\vartheta ')\rangle =2\delta (\vartheta -\vartheta ')}
erfüllt. Erwartungswerte von Observablen {\displaystyle {\mathcal {O}}[\phi ]} können nun als Langzeit-Mittel berechnet werden:
{\displaystyle \langle {\mathcal {O}}\rangle =\lim _{\vartheta \to \infty }\langle {\mathcal {O}}[\phi (\vartheta )]\rangle _{\eta }\,.}
Zu beachten ist, dass die Langevin-Zeit {\displaystyle \vartheta } nichts mit der physikalischen Zeit des Systems zu tun hat, sondern eine Hilfsgröße darstellt. 
Die Äquivalenz zur Pfadintegral-Darstellung
{\displaystyle \langle {\mathcal {O}}\rangle ={\frac {\int {\mathcal {D}}\phi \,\exp(-S[\phi ])\,{\mathcal {O}}(\phi )}{\int {\mathcal {D}}\phi \,\exp(-S[\phi ])}}}
lässt sich zeigen, indem man zunächst zur Fokker-Planck-Gleichung zur obigen Langevin-Gleichung übergeht und dann zeigt, dass der Fokker-Planck-Operator als Eigenfunktion mit kleinstem Eigenwert genau {\displaystyle e^{-S}} besitzt. Tatsächlich lässt sich diese Äquivalenz auch umgekehrt ausnutzen: Ein physikalisches System mit einer stochastischen Kraft kann statt durch eine Langevin-Gleichung äquivalent durch ein Pfadintegral beschrieben werden, was die Anwendung von Methoden der Quantenfeldtheorie wie Störungsentwicklung und Renormierungsgruppentheorie ermöglicht (siehe Langevin-Gleichung#Äquivalente Techniken).

## Erweiterung auf den Fall komplexer Wirkung
Für den Fall reeller Wirkung bietet die stochastische Quantisierung als numerische Methode keinen Vorteil gegenüber gewöhnlichen Monte-Carlo-Algorithmen. Seine wahre Stärke beweist das Verfahren hingegen, wenn {\displaystyle S} wie in vielen physikalisch wichtigen Szenarien komplex ist. In diesem Fall lassen sich gewöhnliche Monte-Carlo-Algorithmen wie etwa der Metropolis-Hastings-Algorithmus, die auf einer Interpretation von {\displaystyle e^{-S}} als Wahrscheinlichkeitsdichte beruhen, nicht mehr anwenden, was als numerisches Vorzeichen-Problem bekannt ist.
Wie schon kurz nach der Einführung der stochastischen Quantisierung erkannt wurde, lässt sich die Langevin-Gleichung hingegen leicht auf den Fall komplexer Wirkung verallgemeinern, indem auch das Feld {\displaystyle \phi } komplexifiziert wird, {\displaystyle \phi \to \phi _{R}+i\phi _{I}}, wodurch man zwei reelle Langevin-Gleichungen erhält:
{\displaystyle {\begin{aligned}{\frac {\partial \phi _{R}}{\partial \vartheta }}&=-\mathrm {Re} {\frac {\delta S}{\delta \phi }}+\eta (\vartheta )\\{\frac {\partial \phi _{I}}{\partial \vartheta }}&=-\mathrm {Im} {\frac {\delta S}{\delta \phi }}\,.\end{aligned}}}
In der Literatur ist diese komplexifizierte Version des Verfahrens auch als Complex-Langevin-Methode bekannt. Allerdings ist der Beweis der Äquivalenz zwischen dem ursprünglichen Pfadintegral und der Langevin-Gleichung nicht auf den komplexen Fall übertragbar, da der entsprechende Fokker-Planck-Operator nicht mehr selbstadjungiert ist, sodass es sich zunächst nur um eine formale Verallgemeinerung handelt. Es stellt sich aber in der Praxis heraus, dass sich auf diese Weise für viele physikalische Systeme mit komplexer Wirkung tatsächlich das Pfadintegral korrekt berechnen lässt, während die Methode in anderen Fällen versagt, weil der stochastische Prozess entweder nicht konvergiert oder gegen ein falsches Ergebnis konvergiert. Trotz intensiver Forschung ist noch nicht restlos geklärt, unter welchen Bedingungen die Complex-Langevin-Methode anwendbar ist. Es lässt sich jedoch zumindest a posteriori durch Analyse des Driftterms feststellen, ob sie in einem bestimmten Fall ein korrektes Ergebnis liefert.